# Nokere Koerse 2006
La Nokere Koerse 2006, sessantunesima edizione della corsa, valida come evento dell'UCI Europe Tour 2006 categoria 1.1, si svolse il 15 marzo 2006 per un percorso di 193,2 km. Fu vinta dal belga Bert Roesems, che giunse al traguardo in 4h32'00" alla media di 42,618 km/h.
Dei 188 ciclisti alla partenza furono in 97 a tagliare il traguardo.

## Ordine d'arrivo (Top 10)
| Pos. | Corridore        | Squadra       | Tempo    |
| ---- | ---------------- | ------------- | -------- |
| 1    | Bert Roesems     | Davitamon     | 4h32'00" |
| 2    | Wouter Weylandt  | Quick Step    | a 27"    |
| 3    | Jeremy Hunt      | Unibet.com    | s.t.     |
| 4    | Markus Eichler   | Regiostrom    | s.t.     |
| 5    | Wouter Mol       | Fondas-P3     | s.t.     |
| 6    | David Boucher    | Unibet.com    | s.t.     |
| 7    | Frederik Willems | Ch. Jacques   | s.t.     |
| 8    | Geert Steurs     | Pictoflex     | s.t.     |
| 9    | Mathieu Claude   | Bouygues Tél. | s.t.     |
| 10   | Anthony Ravard   | Bouygues Tél. | s.t.     |